# День останній, день перший
«День останній, день перший» (груз. «დღე უკანასკნელი, დღე პირველი», рос. «День первый, день последний») — грузинський радянський художній фільм 1959 року кінорежисера Сіко Долідзе.

## Сюжет
Для старого листоноші Георгія — це останній робочий день. Завтра він йде на пенсію — і тому герой квапиться познайомити свою наступницю Ламару з тими, хто щодня чекає його приходу і сподівається на щедрість повелителя долі. Багатий подіями останній робочий день Георгія стане щасливим днем і для його кореспондентів, і для юної Ламари, яка зуміла в перший робочий день зробити людям добро.

## Актори
- Серго Закаріадзе — Георгій
- Бела Міріанашвілі — Ламара
- Малхаз Горгіладзе — Важа
- Акакій Васадзе — Професор
- Дінара Жоржоліані — Тамара
- Отар Коберідзе — Леван
- Ладо Аваліані — артист
- Гіулі Чохонелідзе — злодій
- Грігол Ткабаладзе — директор фабрики
- Гіві Тохадзе — металург
- Медея Чахава — дружина металурга
- Мегі Цулукідзе — лікар
- А. Апхаідзе
- Емануїл Апхаідзе
- Рамаз Чхіквадзе
- Дато Данелія
- Є. Джорданя
- М. Канделакі
- Іпполіт Хвічіа
- Олександр Оміадзе
- Карло Саканделідзе
- Олександра Тоїдзе

## Нагороди
Третій всесоюзний кінофестиваль у Мінську, 1960 рік:
- Перший приз Всесоюзного кінофестивалю за роботу оператора (Леван Пааташвілі).
- Перший приз Всесоюзного кінофестивалю за чоловічу роль (Серго Закаріадзе).